# Anneli Ott
Anneli Ott, născută Viitkin, (n. 2 mai 1976, Tartu, RSS Estonă, URSS) este o politiciană estonă, ministru al culturii începând din 2021 și fost ministru al administrației publice în 2020.

## Biografie
Fiică a politicianului Jaak Ott, care a murit în naufragiul din Estonia, Anneli Ott a învățat la școala secundară Parksepa din comitatul Võru, pe care a absolvit-o în 1994. A urmat studiile superioare la Facultatea de Educație Fizică a Universității din Tartu, pe care le-a absolvit în 1999 în domeniul științelor mișcării și sportului. Ulterior, în 2000, a devenit profesor.
Ott a intrat în politică inițial prin aderarea la Uniunea Poporului Eston, alături de care a fost aleasă în consiliul municipal rural din Lasva. Între 2009 și 2010 a fost primar în Võru, dar afiliată la Partidul Social Democrat.
Din 2011 a fost exponent al Partidului Central Estonian, alături de care a candidat fără succes la Riigikogu în 2015. Însă doar după câteva luni mai târziu a devenit deputat pentru a-l înlocui pe Priit Toobal, care a demisionat. În 2019 a fost aleasă de drept pentru un mandat complet.
A ocupat funcția de ministru al administrației publice în ultimele luni ale guvernului Ratas II și, după demisia executivului, a fost numită ministru al culturii în guvernul Kaja Kallas în ianuarie 2021.

## Viață privată
Ott este divorțată și este mama a doi copii, o fată și un băiat.